# 京塘水库
京塘水库是中国广西壮族自治区钦州市钦北区境内的一座水库，位于钦江支流水车江上，建于1960年。水库正常库容为700万立方米，集雨面积为9平方千米，海拔为53米。